# Каринский, Иоанн Александрович
Иоа́нн Алекса́ндрович Кари́нский (30 мая (11 июня) 1815, Московская губерния — 26 июля (7 августа) 1891, Московская губерния) — московский священник, настоятель Церкви Николая Чудотворца в Кобыльском, духовник Ивановского сорока (благочиния) Московской епархии, потомственный дворянин Московской губернии.

## Биография

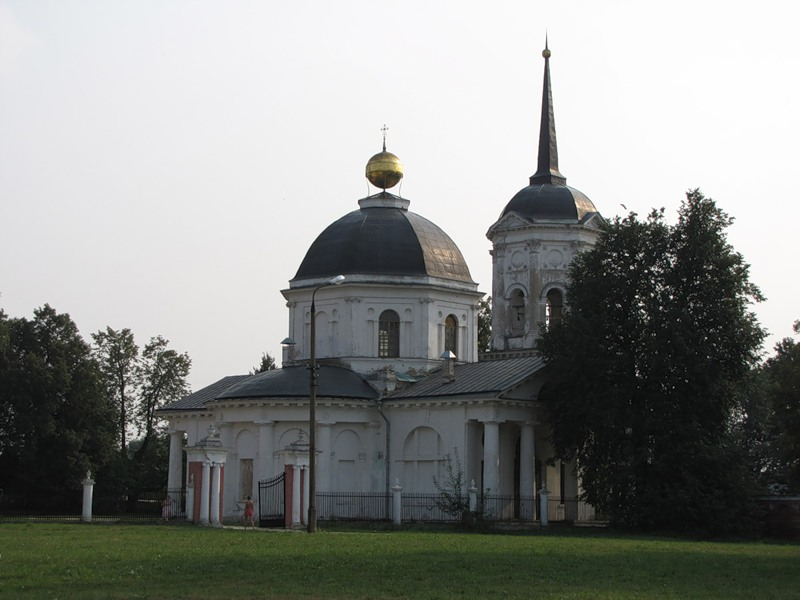
Церковь Иоанна Предтечи (Предтеченская церковь) в Яропольце

Иоанн (Иван) Каринский родился 30 мая 1815 года в семье священнослужителя. Его отец, Александр Иванович Каринский, служил диаконом Церкви Рождества Иоанна Предтечи в селе Ярополчь, Волоколамского уезда Московской губернии. В семье воспитывались ещё шестеро детей: Мария, Алексей, Ольга, Александра, Елизавета и Сергей.
В возрасте девяти лет Иван Каринский поступил учиться в Духовное училище в Москве, после окончания которого продолжил обучение в Московской духовной семинарии (одиннадцатый учебный курс, 1831—1836 г.г.). Посвящён в стихарь 29 сентября 1835 г. Окончив полный курс Московской духовной семинарии по второму разряду, поступил в распоряжение Московского Епархиального ведомства; женился на дочери псаломщика церкви при Мариинской больнице, который уступил ему своё место в храме.

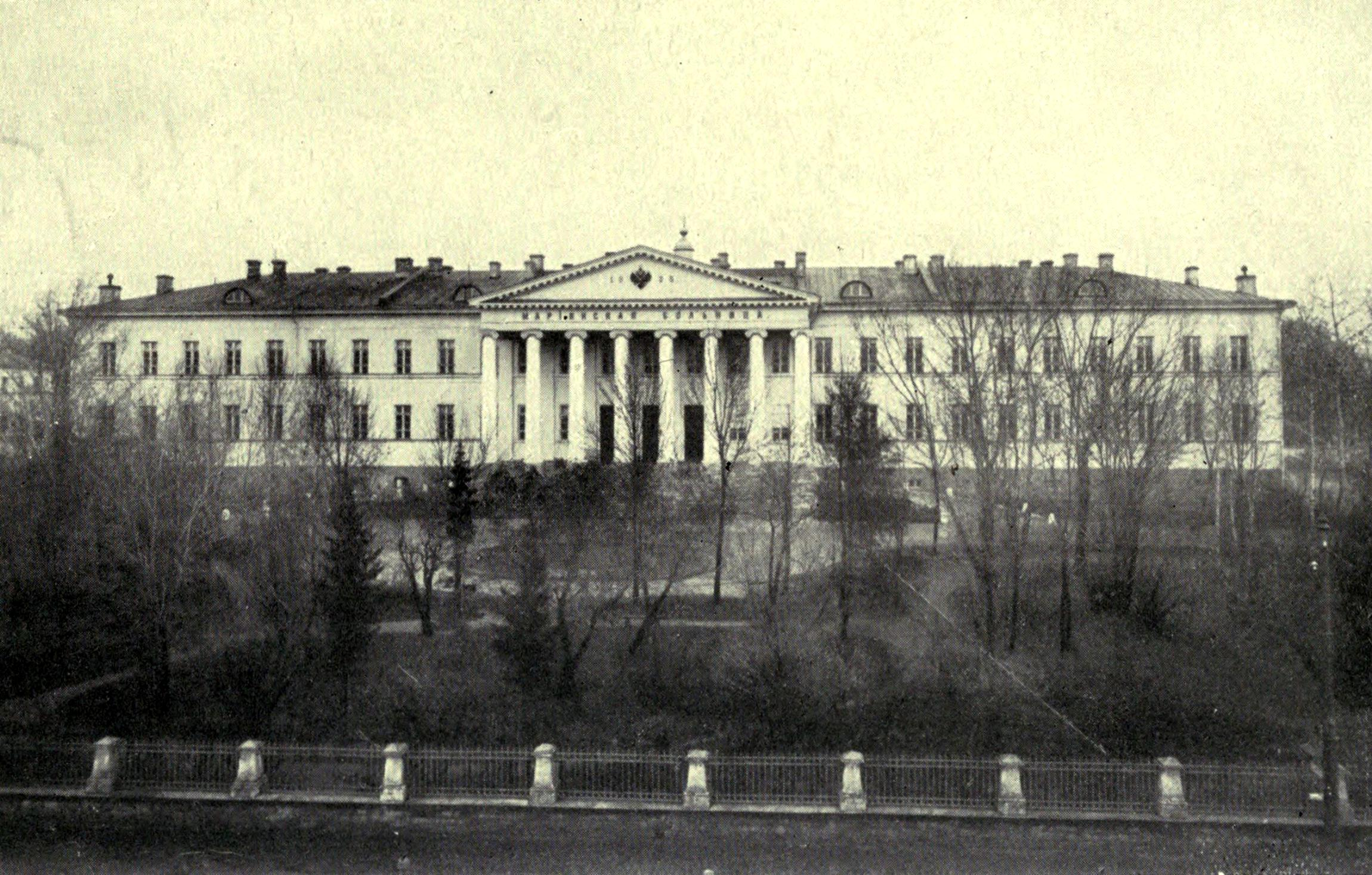
Мариинская больница в Москве, 19 в.

12 декабря 1838 года рукоположен в диакона, а 13 марта 1855 года — в священника Петропавловской, в Мариинской больнице, церкви.
Участник обороны Севастополя 1854—1855 гг., служил полковым священником. Участие И. А. Каринского в Севастопольской кампании было отмечено бронзовым наперстным крестом «В память войны 1853—1856 г.г.».

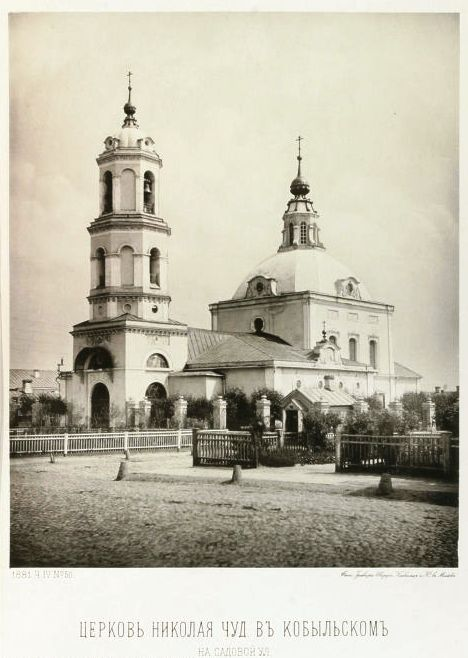
Церковь Николая Чудотворца, что в Кобыльском, Москва, 1881 год

5 сентября 1874 года назначен священником Церкви Николая Чудотворца, что в Кобыльском, в Москве (Земляной вал, 21), и в том же году был утвержден духовником (духовным отцом) Ивановского сорока Москвы.
И. А. Каринский не раз удостаивался церковных наград, получал денежные поощрения в размере полугодового оклада. На 55-летний юбилей, 30 мая 1870 года ему было преподано благословение Святейшего Синода.
15 мая 1883 года награждён орденом Св. Анны 2-й степени.
12 декабря 1888 года в Москве отмечали 50-летие священства И. А. Каринского.
В торжественном слове, сказанном по случаю юбилея, были высоко оценены его заслуги: «Все служение о. Иоанна Александровича можно назвать служением духовника: 19 лет он был священником многолюдной Мариинской больницы, где постоянными требами его конечно были Исповедь и Причащение больных и умирающих. Этим тяжелым продолжительным служением Господь приготовил его к высокому подвигу быть духовным отцом духовников, который и проходит он с самого же начала поступления его в настоятели сего храма — вот уже 14 лет. И замечательно, Господь прислал его к нам именно тогда, когда открылась нужда в благочинии нашем избирать духовника!».
4 февраля 1889 г. И. А. Каринский был пожалован орденом Св. Владимира 4-й степени, в связи с чем им было подано прошение в Московское дворянское депутатское собрание об утверждении в дворянском состоянии. Определением Правительствующего Сената от 13 ноября 1889 г. священник И. А. Каринский и его семья были внесены в третью часть дворянской родословной книги Московской губернии, а указом Его Императорского Величества от 12 декабря 1889 г. за № 6039 по Департаменту герольдии род Каринских был утверждён в дворянстве.
Скончался И. А. Каринский 26 июля 1891 года в Раменском, Бронницкого уезда Московской губернии. В этот день его старший сын С. И. Каринский сделал запись в своем дневнике: «26 июля 1891 г., в пятницу, в 3 часа 10 мин. пополудни не стало отца моего; отец скончался в Раменском на даче у брата Михайлы».
Похоронен в Москве, на Лазаревском кладбище.

## Семья
Жена — Мария Герасимовна Каринская (урожд. Лебедева) (1818—1878).
Сыновья — Сергей Иванович Каринский (1839—1901), московский чиновник, служил в Московской Палате Гражданского суда, Московском Опекунском совете, Московской Ремесленной управе, Московской Городской управе, надворный советник, отец Николая Сергеевича Каринского (1873—1948), известного русского адвоката, государственного и общественного деятеля, и Михаил Иванович Каринский (1840—1917), известный русский философ и логик, доктор философии, ординарный профессор Санкт-Петербургской Духовной Академии, статский советник.
Дочь — Феодосия Ивановна Каринская (Некрасова) (1855—1930) была замужем за Михаилом Александровичем Некрасовым, преподавателем философии, психологии, логики и дидактики Вифанской духовной семинарии и Московской духовной академии, статским советником.